# Mancato avvicinamento
Un aeromobile che vola secondo le regole del volo strumentale (IFR - Instrumental Flight Rules) deve, per atterrare, seguire una procedura di avvicinamento strumentale.
Il Mancato avvicinamento è uno dei segmenti previsti per una procedura di avvicinamento strumentale e consiste appunto nel rinunciare all'atterraggio e allontanarsi dalla pista per tentare un altro avvicinamento, attendere o dirottare verso un altro aeroporto.
Il pilota può decidere di eseguire un mancato avvicinamento per svariati motivi:
- scarsa visibilità: in ogni procedura di avvicinamento strumentale c'è una quota o una distanza minima entro la quale il pilota deve vedere la pista; in caso contrario deve eseguire la manovra di mancato avvicinamento.
- raffiche o variazioni sfavorevoli del vento: in caso di brusche variazioni del vento l'aeromobile può perdere l'allineamento con la pista o assumere una velocità non adatta;
- pista non libera: errori da parte del controllo del traffico aereo o dei piloti al suolo possono portare a una occupazione non autorizzata della pista (Runway Incursion);
- qualsiasi altra ragione per cui il pilota ritenga non sicuro l'atterraggio.

In VFR, il mancato avvicinamento, o riattaccata, si conclude rimettendosi nel circuito di traffico per riportarsi a un nuovo atterraggio o per dirottare su un aeroporto alternato.

In IFR sono sempre pubblicate delle procedure specifiche dette di Missed Approach (mancato avvicinamento). Esse sono pubblicate in chiaro sulle cartine strumentali in possesso dei piloti.

Una procedura di mancato avvicinamento in IFR ha inizio sempre sul MAPt (Missed Approach Point). Su questo punto, il pilota deve aver ottenuto i prescritti riferimenti visivi con il suolo (non necessari in ILS CAT IIIC, detta anche Blind Landing, non accettato in Italia). Se non si ha il contatto con il suolo, il pilota incomincia la procedura semplicemente smettendo di perdere quota, aumentando l'assetto e dando potenza. Ci si trova nella parte iniziale della procedura che si considera conclusa quando l'aereo smette di scendere. La parte intermedia consiste di solito in una virata che porta l'aereo su una specifica rotta. Qui l'aereo deve raggiungere una quota tale che possa garantire una separazione minima dagli ostacoli al suolo di almeno 164 ft. Raggiunta la minima separazione MCA si considera incominciare la parte finale della procedura, che è composta dalla rotta da seguire che porta l'aereo su un punto (generalmente una Holding Pattern) da dove sarà possibile incominciare nuovamente una procedura di avvicinamento oppure optare per raggiungere l'aeroporto alternativo.